# Diecezja Ocaña
Diecezja Ocaña (łac. Dioecesis Ocaniensis, hisz. Diócesis de Ocaña) – rzymskokatolicka diecezja w Kolumbii. Jest sufraganią archidiecezji Nowa Pamplona.

## Historia
Diecezja została erygowana 26 października 1962 roku przez papieża Jana XXIII bullą Quoniam arcana. Dotychczas wierni z tych terenów należeli do diecezji Santa Marta.

Mapa diecezji

## Ordynariusze
- Rafael Sarmiento Peralta (1962 - 1972)
- Ignacio José Gómez Aristizábal (1972 - 1992)
- Jorge Enrique Lozano Zafra (1993 - 2014)
- Gabriel Ángel Villa Vahos (2014 - 2020)
- Luis Gabriel Ramírez Díaz (2021 - 2023)
- Orlando Olave Villanoba (od 2024)